# De vliegende ton (stripalbum)
De vliegende ton is het 29ste stripverhaal van Jommeke. De reeks wordt getekend door striptekenaar Jef Nys.

## Personages
- Jommeke
- Flip
- Filiberke
- professor Gobelijn
- Mic Mac Jampudding
- Arabella Pott
- Annemieke
- Rozemieke
- kleine rollen: Pekkie, Theofiel, Marie, professor Denkekop, Neus, Kinnebak, Joachim e.a.

## Verhaal
Jommeke en Filiberke vinden bij het spelen een pak dat door twee achtervolgde boeven verstopt werd. Ze willen het naar de politie brengen, maar door een toeval belanden ze bij professor Gobelijn. Daar ontdekken ze dat het een atoommotor is. Professor Gobelijn stelt vast dat de machine niet goed in elkaar zit en vervolledigt ze. Ze besluiten de motor in een oude bierton te installeren en zo ontstaat de vliegende ton. Door de machine kunnen Jommeke en zijn vrienden met de ton rondvliegen. Ze halen allerlei grappen uit met toevallige passanten zoals de veldwachter en brouwer. Jommekes ouders verbieden het vliegen, maar de vrienden trekken zich hier niets van aan.
De kinderen besluiten met de ton naar Schotland te vliegen om hun vrienden Mic Mac Jampudding en Arabella te bezoeken. Onderweg worden ze door het leger en de pers opgemerkt. De boeven van de motor, Neus en Kinnebak, komen zo op het spoor van Jommeke en de motor. Ondertussen laten Jampudding en Arabella zich overtuigen om met Jommeke eens mee te vliegen in de ton. Onderweg storten ze echter neer in zee. Dankzij de paraplu van Arabella landen ze veilig en komen ze uit enkele benarde situaties. Ze zijn echter van de buitenwereld afgesloten. De vrienden blijven in het kasteel ongerust achter en nemen contact op met de professor via een telegram. Door de telegramdiensten raakt het nieuws over de vermiste vliegende ton al snel bekend. Heel wat mensen en legers van verschillende landen beginnen de ton in Schotland te zoeken. Ook de boeven en een mysterieuze man trekken naar daar. Gobelijn kan via een satelliet de ton opsporen. Omdat de ton in zee ronddobbert, besluit Filiberke hen te zoeken met een zelfgemaakte ballon. Hij bereikt hen net op het moment dat de boeven en tal van legers de ton ook vinden. Bijna slagen de boeven erin de ton te bemachtigen, maar dankzij de paraplu van Arabella kunnen de vrienden weer ontsnappen. De ton kan opnieuw vliegen en de boeven worden door het leger ingerekend. Bij de terugkeer naar het kasteel ontmoeten Jommeke en zijn vrienden professor Denkekop die de uitvinder van de motor blijkt te zijn. Het verhaal sluit af met een feestmaal in het kasteel.

## Achtergrond
- In dit album komt professor Denkekop voor het eerst voor. Het zal nog tot album 132, De spookkrater, duren vooraleer hij nog eens in de reeks voorkomt. Daarna komt hij regelmatiger in de reeks voor, vooral als helpende hand bij professor Gobelijn.
- De vliegende ton komt hier voor het eerst voor. Later in de reeks zal de uitvinding nog enkele keren voorkomen, meestal als alternatief voor de vliegende bol, een andere uitvinding van professor Gobelijn.
- Dit verhaal is een achtervolgingsverhaal gecombineerd met een verhaal over een uitvinding van de professor. Jommeke test een uitvinding en moet die al snel verdedigen tegen achtervolgende boeven.